# Luis Herrera
Pour les articles homonymes, voir Herrera.
Herrera  Herrera est un nom espagnol. Le premier nom de famille, en général paternel, est Herrera ; le second, en général maternel, souvent omis, est Herrera.
Luis Alberto Herrera Herrera dit Luis Herrera ou Lucho Herrera, né le 4 mai 1961 à Fusagasugá (Cundinamarca), est un coureur cycliste colombien, professionnel de 1985 à 1992. Il remporte une trentaine de victoires. Dans le monde hispanophone, on le surnomme aussi « El Jardinerito de Fusagasugá » (le petit jardinier de Fusagasugá). Herrera est un pionnier du cyclisme colombien en Europe.

## Repères biographiques

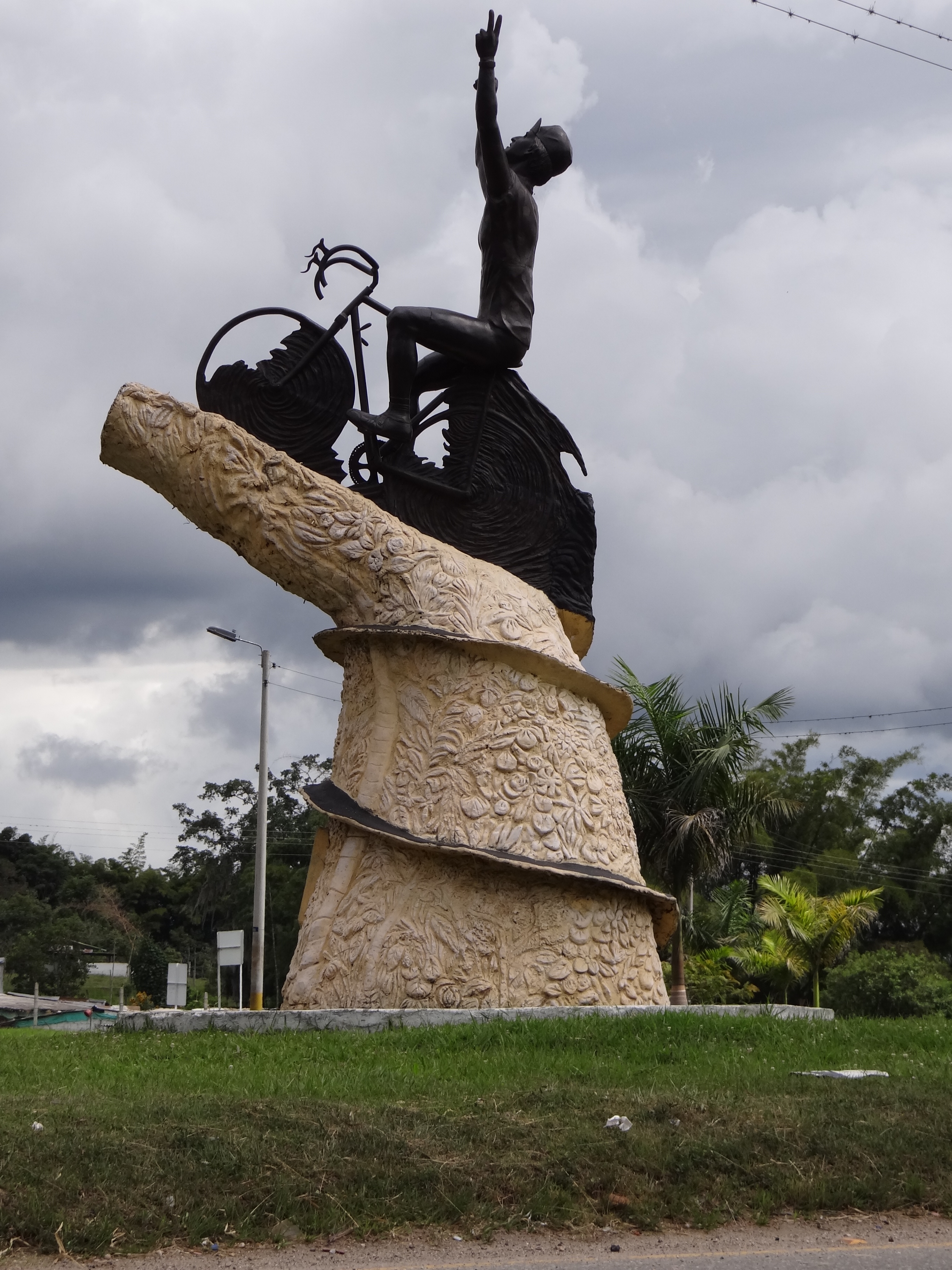
Statue en hommage à Luis Alberto Herrera, à Fusagasugá, département de Cundinamarca, Colombie.

Il est découvert en Europe, lors du Tour de l'Avenir 1982, qu'il dispute avec sa sélection nationale. Il s'y distingue en remportant une étape et en finissant quatrième du classement général final, à 20 ans. Il obtient ses meilleurs résultats à la fin des années 1980. Grâce à son gabarit de poids plume (57 kilogrammes), il est un excellent grimpeur, comme le prouvent ses victoires dans les classements du meilleur grimpeur des trois grands Tours (le premier à réaliser cette performance depuis les années 1950 et Federico Bahamontes). En plus, il gagne plusieurs étapes et de nombreuses places d'honneur aux classements généraux.
Il est le premier coureur colombien à gagner l'un des trois grands tours, en remportant le Tour d'Espagne.
Sa victoire la plus importante, il l'obtient sur cette Vuelta 1987, avec sa première place au classement général final (64 secondes d'avance sur le second, Reimund Dietzen), s'accompagnant d'une victoire d'étape et du classement du meilleur grimpeur.
Cependant, Herrera brille aussi d'une lumière particulière sur le Tour de France, course qu'il termine trois fois dans les dix premiers (septième en 1985, cinquième en 1987 et sixième en 1988), gagnant également les classements du meilleur grimpeur en 1985 et 1987. En outre, il termine huitième du Giro 1992.
Mais ses victoires les plus marquantes sont sans doute deux de ses étapes gagnées dans le Tour de France. La première, quand en 1984, il gagne sa première étape du Tour (la première également pour un coureur cycliste colombien) en haut de l'Alpe d'Huez, laissant derrière lui Bernard Hinault et Laurent Fignon, après une lutte intense. C'est la première fois qu'un coureur cycliste « amateur » gagne une étape du Tour.
La seconde, c'est sa victoire à Saint-Étienne, l'année suivante, le visage ensanglanté, après avoir glissé dans la descente du col de la Croix de Chaubouret.
Une autre image mémorable reste dans les mémoires, lorsque dans le Tour 1985, lors de la douzième étape vers Lans-en-Vercors, il laisse la victoire d'étape à son coéquipier Fabio Parra (réalisant le seul doublé colombien lors d'arrivées d'étape sur le Tour). Exploit réalisé le lendemain de sa victoire à Morzine-Avoriaz.
La dernière course disputée par Luis Herrera est la Clásico RCN en 1992.
En mars 2000, il est enlevé par des hommes cagoulés et relâché le soir même par les FARC,.
En septembre 2017, Luis Herrera révèle qu'il souffre d'un cancer de la peau, depuis six ans. Selon lui, l'exposition au soleil durant ses années de compétition est en partie responsable de sa maladie. Cette dernière est actuellement sous contrôle même si Herrera doit respecter les précautions d'usage pour éviter des complications.

### Accusations de meurtres
Il est soupçonné, en avril 2025, d'avoir fait assassiner ses voisins en 2002, dans le but d'obtenir leurs terres. D'anciens membres d'un groupe paramilitaire l'accusent de les avoir recruté afin de liquider quatre paysans dont les terres jouxtaient les siennes. Les victimes auraient été égorgées et découpées à la machette. Il dément toute implication dans ces assassinats.

## Palmarès

### Palmarès année par année
- 1981
  - 5e étape du Clásico RCN
- 1982
  - Clásico RCN :
    - Classement général
    - 7e et 10e (contre-la-montre) étapes[7]

  - 10e étape du Tour de l'Avenir[8]
  - 4e du Tour de l'Avenir
- 1983
  - 2e étape de la Vuelta a Cundinamarca
  - Clásico RCN : 
    - Classement général
    - 10e étape (contre-la-montre)[7]

  - 9e et 14e étapes du Tour de Colombie
  - 1re et 3e étapes de la Coors Classic
  - 6eb étape du Grand Prix Guillaume Tell (contre-la-montre)
  - 2e du Tour de Colombie
  - 3e de la Coors Classic
- 1984
  - Clásico RCN : 
    - Classement général
    - 8e étape [7]

  - Tour de Colombie : 
    - Classement général
    - 6e, 9e (contre-la-montre) et 10e étapes[9]

  - 17e étape du Tour de France
- 1985
  - Tour de Colombie : 
    - Classement général
    - 6e et 8e (contre-la-montre) étapes[10]

  - Tour de France :
    -  Classement de la montagne
    - 11e et 14e étapes

  - 2e du Clásico RCN
  - 7e du Tour de France
- 1986
  - Clásico RCN : 
    - Classement général
    - Prologue, 2e et 4e (contre-la-montre) étapes[7]

  - Tour de Colombie : 
    - Classement général
    - 7e étape[11]
- 1987
  - Tour d'Espagne :
    -  Classement général
    -  Classement de la montagne
    - 11e étape

  -  Classement de la montagne du Tour de France
  - Prologue du Tour de Colombie
  - 2e du Tour de Colombie
  - 5e du Tour de France
- 1988
  - Critérium du Dauphiné libéré :
    - Classement général
    - 6eb étape (contre-la-montre)[12]

  - Tour de Colombie : 
    - Classement général
    - 3e et 11e (contre-la-montre) étapes[13]

  - 6e du Tour de France
- 1989
  - Vuelta al Valle del Cauca
  - Tour d'Italie :
    -  Classement de la montagne
    - 13e et 18e (contre-la-montre) étapes
- 1990
  - Prologue du Clásico RCN
- 1991
  - Vuelta al Valle del Cauca
  - Tour d'Espagne :
    -  Classement de la montagne
    - 16e étape

  - Critérium du Dauphiné libéré :
    - Classement général
    - 6e étape[12]

  - 6e étape du Tour de Catalogne[14]
- 1992
  - Prologue du Tour de Colombie
  - Tour d'Aragon : 
    - Classement général
    - 4e étape[15]

  - 9e étape du Tour d'Italie
  - 8e du Tour d'Italie

### Résultats sur les grands tours

#### Tour de France
7 participations.
- 1984 : 27e, vainqueur de la 17e étape
- 1985 : 7e,  vainqueur du classement de la montagne, vainqueur des 11e et 14e étapes
- 1986 : 22e
- 1987 : 5e,  vainqueur du classement de la montagne
- 1988 : 6e
- 1989 : 19e
- 1991 : 31e

#### Tour d'Espagne
6 participations.
- 1985 : non-partant (13e étape)
- 1987 :  Vainqueur du classement général,  vainqueur du classement de la montagne, vainqueur de la 11e étape,  maillot amarillo pendant 11 jours
- 1988 : 20e
- 1990 : 12e
- 1991 : 13e,  vainqueur du classement de la montagne, vainqueur de la 16e étape
- 1992 : abandon (12e étape)

#### Tour d'Italie
2 participations.
- 1989 : 18e,   vainqueur du classement de la montagne, vainqueur des 13e et 18e (contre-la-montre) étapes
- 1992 : 8e, vainqueur de la 9e étape

### Résultats sur les championnats du monde
2 participations.
- 1986 : abandon[16].
- 1989 : abandon.